# Cerkiew Narodzenia Najświętszej Maryi Panny w Dywinie
Cerkiew Narodzenia Najświętszej Maryi Panny – prawosławna cerkiew parafialna w Dywinie na Białorusi, w dekanacie kobryńskim eparchii brzeskiej i kobryńskiej Egzarchatu Białoruskiego Patriarchatu Moskiewskiego.
Świątynia znajduje się przy ulicy Lenina 67.

## Historia
Cerkiew została zbudowana w 1902 r. z drewna. Petycja parafian o wybudowanie nowej świątyni na miejscu zniszczonej została złożona w 1879 r.

## Architektura
Świątynia została wybudowana w stylu bizantyjsko-rosyjskim z elementami zdobnictwa regionalnego. Obiekt zawiera wbudowaną wieżę-dzwonnicę, prezbiterium, jedną kopułę, dwie cebulaste wieżyczki i dwie nawy.